# Sofia Sofroniadis
Constanse Sofia Caroline Sofroniadis (Sofroniadou), född 18 december 1980 i Köping, är svensk filmare, journalist som bland annat har medverkat som reporter i Efterlyst på TV4. Hon har grekiskt och norskt påbrå. Sofia Sofroniadis medverkade i Bonniertidningen Misstänkt vid starten februari 2008.
September 2007 vann hon en kröniketävling som Generation C och Aftonbladet.se utlyste med bidraget "80-talistkvinnornas stormaktstid är nu" och har sedan dess arbetat som journalist i flera av Sveriges stora mediehus bland andra SR, Strix Television, Aftonbladet och TV4. Våren 2007 var hon en av tre konstnärer som medverkade i utställningen "Friend Request" på Lava, Kulturhuset i Stockholm.